# Barwick (Georgia)
Barwick es un pueblo ubicado en el condado de Thomas en el estado estadounidense de Georgia. En el censo de 2000, su población era de 444.

## Demografía
En el 2000 la renta per cápita promedia del hogar era de $19,000, y el ingreso promedio para una familia era de $21,250. El ingreso per cápita para la localidad era de $11,091. Los hombres tenían un ingreso per cápita de $26,806 contra $20,000 para las mujeres.

## Geografía
Barwick se encuentra ubicado en las coordenadas 30°53′32″N 83°44′18″O / 30.89222, -83.73833 (30.892087, -83.738400).
Según la Oficina del Censo, la localidad tiene un área total de 2 km² (0,8 mi²), de la cual 1,9 km² (0,7 mi²) es tierra y 0,1 km² (0 mi²) (5.0%) es agua.